# ريتشارد ويلسون (رسام)
ريتشارد ويلسون (بالإنجليزية: Richard Wilson)‏ (و. 1713 – 1782 م) هو رسام، وفنان من مملكة بريطانيا العظمى، كان عضوًا في الأكاديمية الملكية للفنون، توفي عن عمر يناهز 69 عاماً.

## روابط خارجية
- ريتشارد ويلسون على موقع الموسوعة البريطانية (الإنجليزية)
- ريتشارد ويلسون على موقع ديسكوغز (الإنجليزية)